# Terraplén

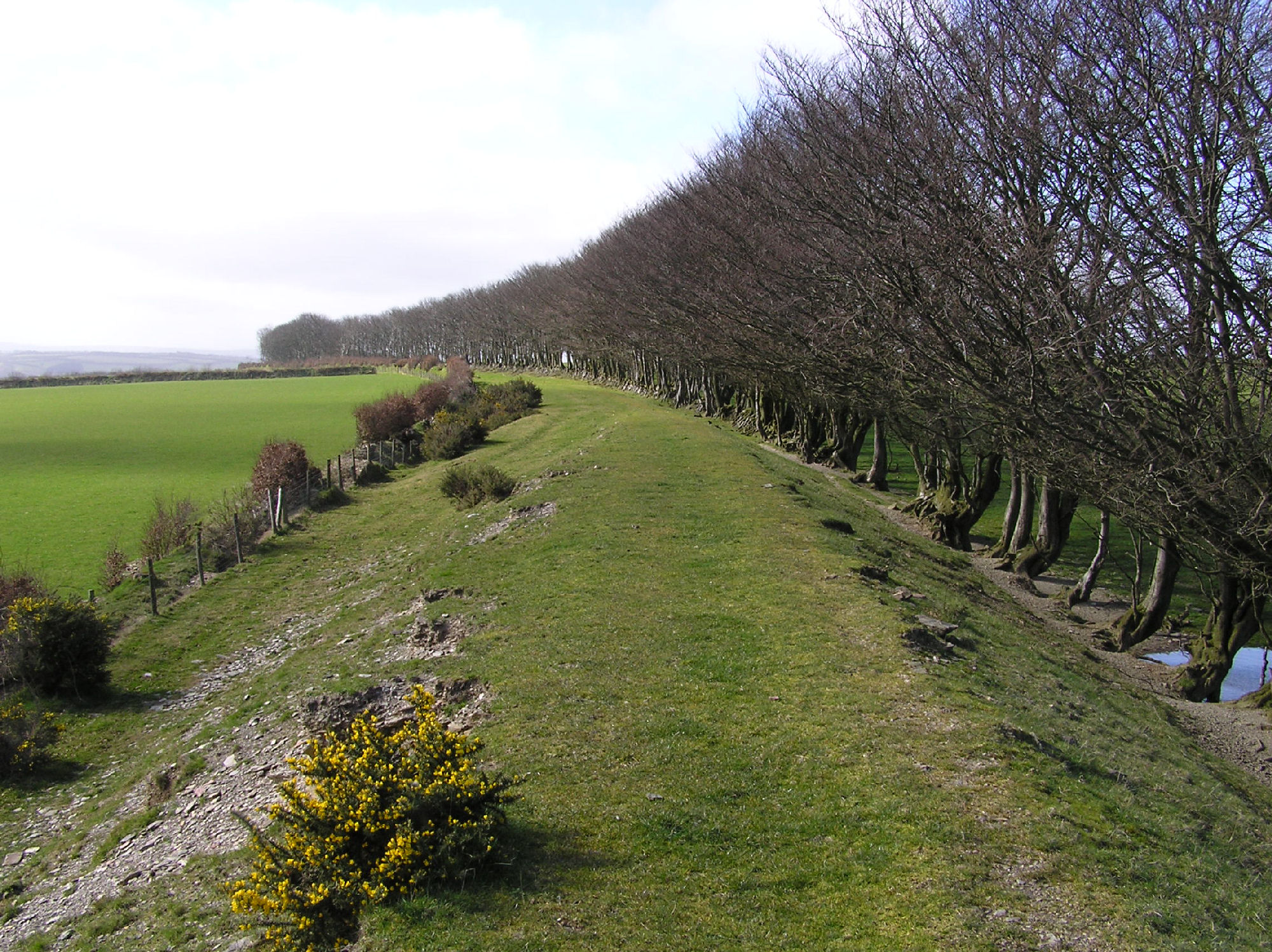
Antiguo terraplén de una línea de ferrocarril abandonada en Reino Unido.

En ingeniería civil se denomina terraplén a la tierra con que se rellena un terreno para levantar su nivel y formar un plano de apoyo adecuado para hacer una obra.

## Partes de un terraplén
Las partes de un terraplén de carretera son:
- Coronación: es la capa superior al terraplén, sobre la que se apoya el firme, con un espesor mínimo de 2 tongadas y siempre mayor de 50 cm. En esta parte se dispone los mejores suelos del terraplén, es decir, aquellos que no sean plásticos o tiendan a resquebrajarse o a asentarse. En España la normativa impone las características en función del número de vehículos que circulen por la vía.[3]
- Núcleo: es la parte del relleno tipo terraplén comprendida entre el cimiento y la coronación.
- Espaldón: es la parte exterior del relleno tipo terraplén que, ocasionalmente, formará parte de los taludes del mismo. No se consideran parte del espaldón los revestimientos sin función estructural en el relleno entre los que se consideran plantaciones, cubiertas de tierra vegetal, protecciones antierosión, etcétera.
- Cimiento: es la parte inferior del terraplén en contacto con la superficie de apoyo. Su espesor es como mínimo de 1 metro.

## Construcción

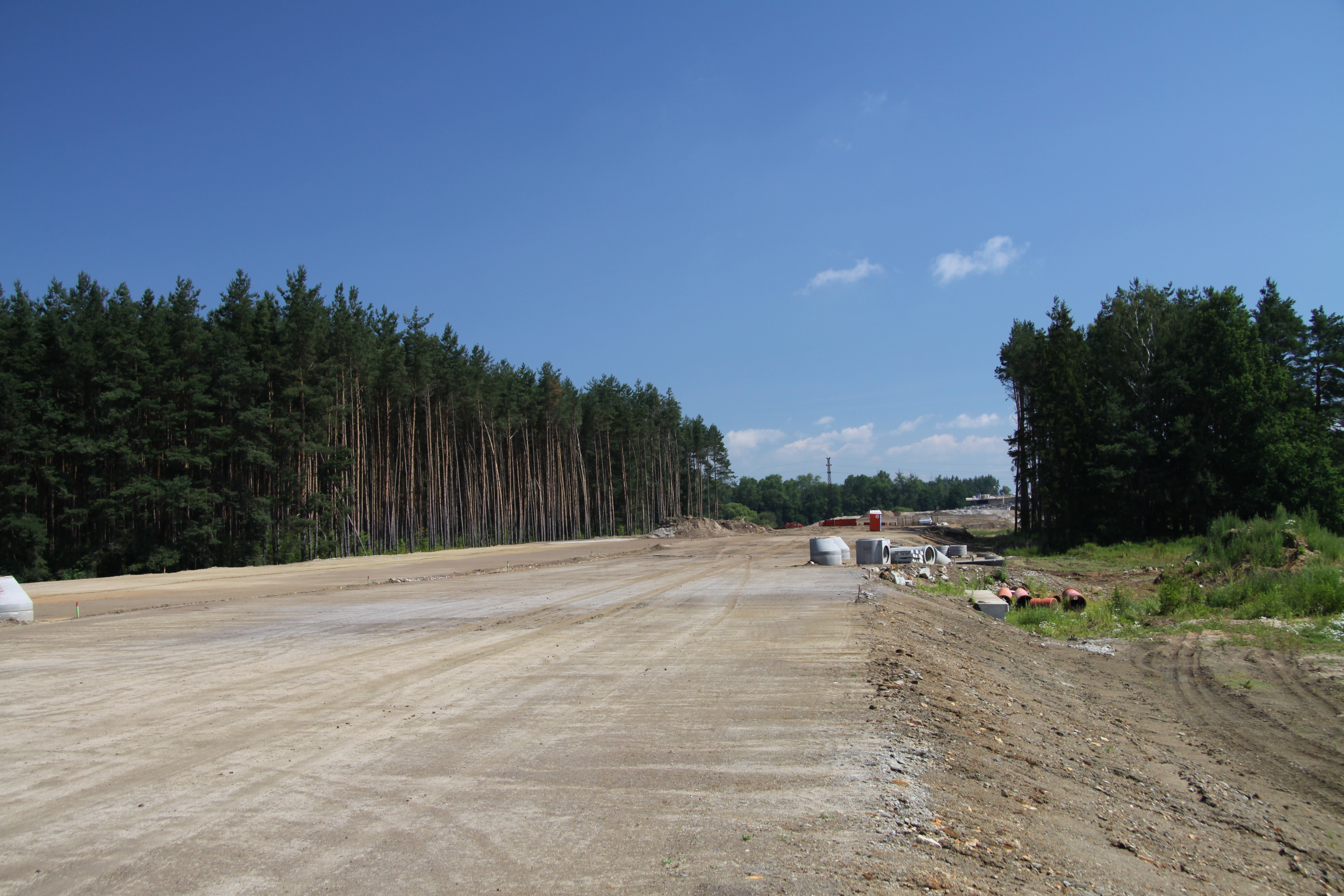
Construcción de un terraplén para una autopista en la República Checa.

Las tareas necesarias para la ejecución de terraplenes, con maquinaria de elevado rendimiento, son los siguientes:
- Preparación de la superficie de asiento: comprende la retirada del terreno vegetal y a veces la ejecución de una capa que separe el terraplén artificial con el terreno natural: capas drenantes, geotextiles;
- extensión, desecación o humectación de las tongadas;
- compactación de cada tongada;
- refinado de los taludes y coronación.

En España, para el control de calidad de un terraplén, es decir, para comprobar que su calidad sea correcta, debe cumplir la normativa del Pliego de Prescripciones Técnicas Generales.

## En otras disciplinas
En arqueología se denomina terraplén a uno de los trabajos de movimiento de tierras realizados por el hombre para crear desniveles del terreno con diferentes fines ingenieriles